# Grup Gaces
El Grup GACES (Gestió, Administració i Control d'Empreses i Societats SL) és un grup empresarial del Principat d'Andorra propietat d'Antoni Cachafeiro. Entre altres el grup és propietari de diversos centres comercials a Andorra que actualment es gestiona juntament amb E.Leclerc.
Els principals centres comercials del grup són:
- El Punt de Trobada centre comercial situat a la parròquia de Sant Julià de Lòria a la CG-1.[2]
- Centre Comercial Hyper Andorra centre comercial situat a la població d'Andorra la Vella a l'avinguda de Meritxell.[3]

Actualment el Punt de Trobada i l'Hyper Andorra han estat integrats al grup d'origen bretó E.Leclerc, tot i que la propietat segueix esssent d'Antoni Cachafeiro.

## Història
El grup va ser creat per Antoni Cachafeiro juntament amb la resta de germans de la família Cachafeiro Filloy, Robert i Andrés Cachafeiro. La família va arribar a la dècada de 1950 a Andorra, època de gran desenvolupament del país. Antoni va començar treballant com empleat al sector de l'hostaleria, al bancari al Banc Agrícol i Comercial i després a empreses de Viladomat del sector del comerç i turisme on acabaria essent responsable de diverses botigues del grup.
Posteriorment els germans van obrir la botiga d'electrònica TODO i després el centre comercial Andorra 2000 (actualment del grup Pyrénées) i el centre comercial Mamut (desaparegut). Altres centres que també es van iniciar al grup són les Arades i el Jumbo (actual River).